# Jodis placida
Jodis placida là một loài bướm đêm trong họ Geometridae.